# 赫姆奇克河

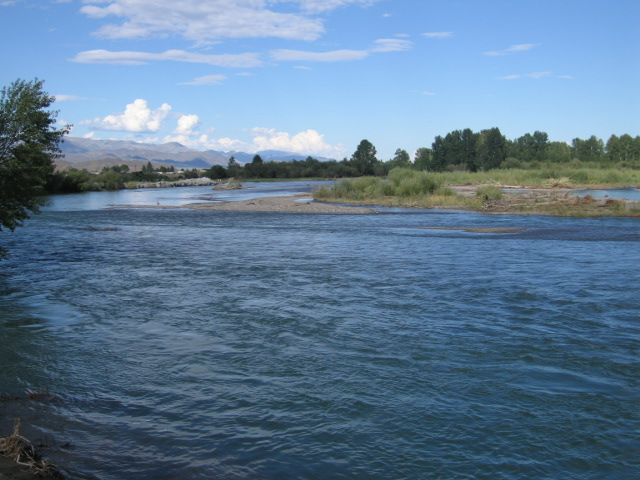
赫姆奇克河

赫姆奇克河（俄语：Хемчик）是俄羅斯圖瓦共和國境内的河流。屬於葉尼塞河的左支流，河道全長320公里，流域面積27,000平方公里，在每年11月開始結冰，直至翌年4月下旬至5月上旬。有阿克河（白河），阿拉斯河、巴爾魯克河流入。清代译名克穆齊克河，其地在清代為唐努烏梁海克穆齐克旗遊牧。清同治年間，賽音諾顏部所屬烏梁海十三佐領由阿巴坎河（阿穆哈河）流域遷至克穆齊克河遊牧。